# Чонно
Чонно (종로, Колокольная улица) — одна из старейших основных магистральных улиц в центральной части Сеула, проходящая с востока на запад. Улица является важной финансовой и культурной частью Сеула. На всем протяжении улицы расположены достопримечательности, такие как: павильон Пигак, колокольня Посингак, Парк Тхапголь (парк па́год), храм королевских предков Чонмё, и Великие Восточные Ворота Тондэмун. В Сеуле одна из линий метро проходит под Чонно. Большое количество магазинов на улице сделало слово «Чонно» нарицательным, и часто используется в корейском языке как «Городская площадь».
На улице расположен крупнейший книжный магазин Кореи — Кёбо мунго.

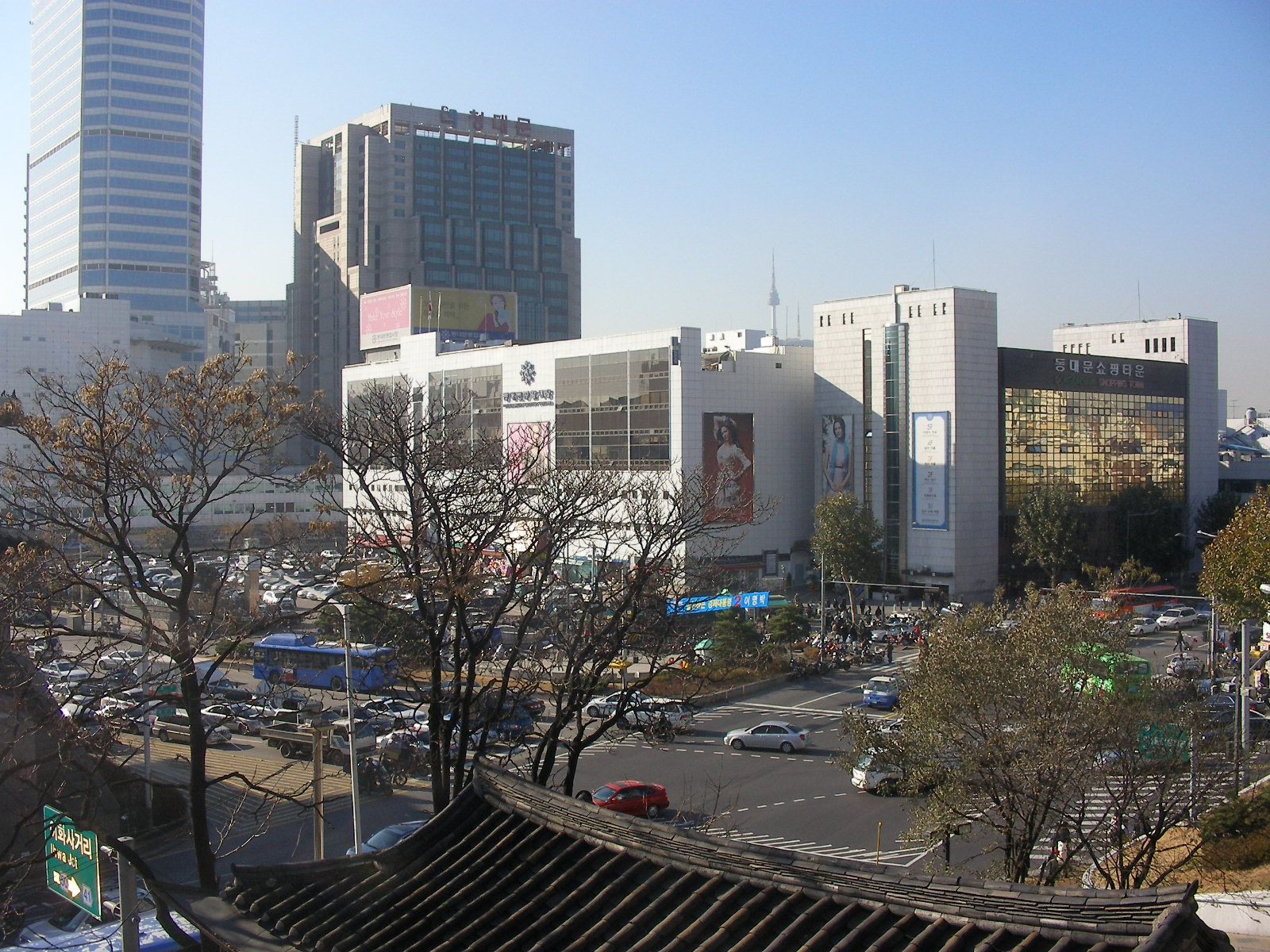